# Tế bào lưới
Tế bào lưới là một dạng tế bào thần kinh não ở vài loài mà cho phép các loài này nhận viết về vị trí của chúng trong không gian.
Các tế bào lưới được khám phá năm 2005 bởi Edvard Moser, May-Britt Moser và các sinh viên Torkel Hafting, Marianne Fyhn và Sturla Molden ở Institute for Systems Neuroscience (CBM), Na Uy. Họ đạt giải Nobel Sinh lý học và Y khoa năm 2014 cùng với John O'Keefe về việc khám phá các tế bào cấu tạo nên hệ thống vị trí trong não.